# SU-76
SU-76 은 76.2mm 포가 장착된 소련의 자주포로, 대조국전쟁에서 사용되었다. 이 자주포는 경전차 T-60과 T-70의 기반 위에 제작되었으며, 보병의 직접적인 지원을 위해 설계되었다. SU-76은 방탄 장갑을 갖추고 있었으며, 주요 무장은 적의 경전차와 중형전차와 싸우기에 충분했다. 대조국전쟁과 일본과의 전쟁 기간 동안 소련에서 생산된 자주포 중 가장 가볍고 가장 많이 생산된 유형이다.
자주포에 대한 첫 번째 실험은 1930년대에 시작되었다. 그러나 소련 지도부의 낮은 관심과 소련 포병 위원회의 미흡한 관심으로 인해 제2차 세계 대전이 시작되기 전까지는 차량이 양산 단계에 도달하지 못했다. 1942년 2월, 전차를 지원하기 위한 기동 포병의 필요성을 인식한 후 차량 개발이 시작되었다. 처음에는 T-60 기반으로 차량을 제작하려 했으며, 이 단계에서 차량은 OSU-76(실험 자주포)으로 불렸다. 이후 T-70 차체로 전환되었다. 초기 SU-76 버전은 1942년에 26대만 제작되었고, 1943년에는 추가로 583대가 제작되었습니다. T-70이 구동 문제로 인해 현대화되었을 때, 자주포 역시 개선할 수 있는 기회가 생겼다. T-70M을 기반으로 한 새로운 차량은 SU-76M으로 명명되었으며, 이 버전은 1943년 초부터 대규모로 전선에 투입되었다.
SU-76은 T-34에 이어 두 번째로 많이 생산된 소련의 전투 장갑 차량이 되었다. 총 13,684대의 현대화된 SU-76M이 생산되었으며, 그 중 9,133대는 GAZ에서 제작되었다. SU-76M의 대량 생산은 1945년 10월에 종료되었고, 몇 년 후 소련군에서 퇴역하였으나 일부는 T-34 승무원 훈련 차량으로 1955년까지 운용되었다. 1945년에는 SU-76의 최신 모델을 기반으로 첫 번째 소련 자주 대공포인 ZSU-37이 제작되었다. 또한, 기본 모델이 중단된 후에도 대량 생산되었다.

## 같이 보기
- 제2차 세계 대전의 군용 차량 목록